# Luni sul Mignone
Luni sul Mignone è un insediamento preistorico e tardo-etrusco, in cui si protrasse un'attività di culto in epoca medievale, situato nel territorio comunale di Blera a circa 5 km dall'abitato antico di San Giovenale, e accessibile attraverso vie campestri a partire dalla strada che unisce Blera e Monte Romano.

## Descrizione
La struttura e la posizione delle alture tufacee di Luni e Fornicchio, tra il torrente Vesca ed il fiume Mignone a sud (la confluenza tra i due corsi d'acqua si trova proprio presso l'altura di Luni), ed il fosso Canino a nord, ne fanno luoghi naturalmente fortificati e di notevole suggestione.
Luni sul Mignone è un complesso abitativo dell'età del bronzo di rango primario che, nell'ambito della classe dei centri maggiori dell'area medio tirrenica, si può tuttavia considerare eccezionale solo perché sfuggito all'indifferenza e quindi alla dispersione del suo potenziale informativo grazie alla indimenticata corrusca stagione dell'archeologia regale svedese degli anni '50 e ‘60 del XX secolo.
La natura litologica e l'aspetto morfologico del supporto orografico hanno costituito la condizione di maggiore attrazione per le comunità protostoriche; si può sostenere che la formazione tabulare che l'erosione ha ritagliato dai vasti pianori originali - il Pian di Luni - rappresenta in modo esemplare le castelline dell'Etruria meridionale.

## Storia
La località è occupata già nel Neolitico, per motivi in parte diversi da quelli che determinano l'occupazione dell'età del bronzo; infatti gli abitati neolitici del circondario si trovano per la maggior parte in pianura o su pendii e terrazzi; quelli su area difesa non si connotano come particolari per quantità e qualità dei ritrovamenti e in ogni caso non rivelano continuità per più fasi. A Luni, in particolare, le tracce di abitato neolitico riguardano solo un settore marginale dell'area difesa, il terrazzo dei Tre Erici.
Nell'età del bronzo l'occupazione attestata da frammenti dell'aspetto ceramico di Norchia è stata, sia pure problematicamente, ritenuta un precedente significativo dell'occupazione protostorica protrattasi per quasi un millennio, dall'inizio del Bronzo Medio fino al Bronzo Finale.
Sono visibili le fondamenta di abitazioni risalenti alla Cultura Appenninica, lunghe capanne quadrangolari con tetti a due falde fogliate e fondi parzialmente scavati nel tufo, abitate da diversi gruppi di famiglie. Queste capanne si trovavano al centro del pianoro, che era delimitato da lunghi e profondi fossati difensivi. Numerosi frammenti di ceramica micenea attestano i contatti con i popoli dell'Egeo.
Come per San Giovenale, San Giuliano, Blera e numerosi altri insediamenti circostanti, il consolidamento e la crescita demografica si arrestano nell'età del bronzo finale, allorché il loro abbandono corrisponde alla nascita degli stati della prima età del ferro, i cui centri gravitazionali (Cerveteri e Tarquinia) distano qualche decina di chilometri da questo settore delle valli del Mignone e della Vesca.
L'area difesa di Luni, le cui dimensioni sono tra i sette e gli otto ettari (nell'accezione estensiva che comprende nel perimetro dell'insediamento anche la castellina minore del Fornicchio), è dotata di una buona posizione rispetto alle principali vie idrografiche, compreso il collegamento con il mare, e al controllo visivo del territorio circostante. 
La distanza tra Luni e San Giovenale, che corrisponde a 5 km, deve ritenersi esemplificativa di un modulo che viene a ripetersi costantemente tra i maggiori abitati dell'età del bronzo di questo territorio. 
La morfologia dei rilievi di Luni venne in parte deformata dal passaggio della ferrovia Capranica-Civitavecchia che ha tranciato l'istmo che collegava Luni a Monte Fortino, il quale, in passato ha a volte dato nome all'intera area. Il toponimo corretto e mai dimenticato nell'uso locale è Luni e più precisamente Pian di Luni quando ci si voglia riferire al pianoro che gli archeologi svedesi hanno chiamato "acropoli".
In contrapposizione alle ipotesi secondo cui si tratterebbe di un abitato a due poli o addirittura di due distinti abitati, Luni e Fornicchio, gli archeologi propendono per la ricostruzione di un insediamento unitario il cui perimetro, decorrente lungo un ciglio pressoché ininterrotto, racchiude il Pian di Luni e il Fornicchio con la sella e il terrazzo intermedi.
Sul Pian di Luni fu tracciata dagli archeologi svedesi una trincea esplorativa nel senso della lunghezza; questa rivelò lo stato di abrasione del banco di tufo litoide e la perdita della maggior parte dei depositi e delle strutture che pure dovevano essere state numerosissime come dimostrano i moltissimi buchi da palo venuti in luce nell'occasione. In condizioni peggiori, a causa di antiche attività di cava, versava la sommità del Fornicchio, altresì cosparsa di "post holes".
In epoca etrusca non vi furono insediamenti di particolare rilievo fino a quando, nel IV secolo a.C. in occasione della guerra mossa da Roma per la conquista di Tarquinia, l'altura fu fortificata ed ospitò probabilmente un presidio militare.
Sul Pian di Luni vi è anche una piccola chiesa cristiana, impiantata in una struttura monumentale dell'età del bronzo finale e circondata da tombe a fossa.
L'Istituto Svedese di Studi Classici di Roma vi ha condotto campagne di scavo archeologico nei primi anni sessanta del 1900 quando il sostegno alle ricerche proveniva dal diretto coinvolgimento del sovrano Gustavo VI Adolfo, appassionato di archeologia fin da età giovanile.